# 1948年サンモリッツオリンピックのノルディック複合競技
1948年サンモリッツオリンピックのノルディック複合競技（1948ねんサンモリッツオリンピックのノルディックふくごうきょうぎ）は1948年1月31日、2月1日に行われた。

## 競技の結果

### 個人
- 前半クロスカントリー1948年1月31日14:30～
- 後半ジャンプ1948年2月1日14:30～

| 順位 | 国・地域     | 氏名                     | 記録                    |
| ---- | ------------ | ------------------------ | ----------------------- |
| 金   | フィンランド | ヘイッキ・ハス           | 448.80（CC1位、JP8位）  |
| 銀   | フィンランド | マルッティ・フータラ     | 433.65（CC2位、JP6位）  |
| 銅   | スウェーデン | スヴェン・イスラエルソン | 433.40（CC4位、JP1位）  |
| 4    | スイス       | ニクラス・スタンプ       | 421.50（CC7位、JP5位）  |
| 5    | フィンランド | オラヴィ・シーヴォネン   | 416.20（CC8位、JP7位）  |
| 6    | ノルウェー   | エイラート・ダール       | 414.30（CC10位、JP8位） |
| 7    | フィンランド | パウリ・サロネン         | 413.30（CC9位、JP10位） |
| 8    | ノルウェー   | オーラヴ・ダフセット     | 412.60（CC5位、JP16位） |
| 9    | スウェーデン | エリック・エルムセーター | 410.95（CC6位、JP15位） |
| 10   | スウェーデン | クラス・ハラルドソン     | 410.75（CC15位、JP4位） |